# Mosiera elliptica
Mosiera elliptica är en myrtenväxtart som först beskrevs av Charles Wright, och fick sitt nu gällande namn av Johannes Bisse. Mosiera elliptica ingår i släktet Mosiera och familjen myrtenväxter.

## Underarter
Arten delas in i följande underarter:
- M. e. elliptica
- M. e. matanzasia